# Visual flight rules
Visual flight rules of Zichtvliegvoorschriften, afgekort VFR, zijn de voorschriften voor het vliegen "op zicht", in tegenstelling tot het vliegen met behulp van instrumenten, dat wordt geregeld door instrumentvliegvoorschriften (Instrument flight rules, afgekort IFR). Een bepalende factor voor het uitvoeren van een VFR-vlucht is dat de piloot voortdurend zowel horizontaal als verticaal voldoende zicht moet hebben. Hiervoor is noodzakelijk dat er VFR-condities zijn: weersomstandigheden die gelijk zijn of beter dan de minimumvereiste voor een vlucht onder zichtvliegvoorschriften. De regels hiervoor verschillen per land, daarnaast variëren de minimumvereisten per luchtruimklasse.
In Nederland geldt als minimum 1500 meter zicht. Overigens is in klasse A geen VFR toegestaan en komt klasse F in Nederland niet voor, evenmin in België.
VFR-condities in Nederland (gewijzigd sinds 6 maart 2014):
|                                                              |                       | Luchtruimklasse                     | Luchtruimklasse                     | Luchtruimklasse                     | Luchtruimklasse                     | Luchtruimklasse                     | Luchtruimklasse                     | Luchtruimklasse                     |
| Vlieghoogte                                                  |                       | A                                   | B                                   | C                                   | D                                   | E                                   | F                                   | G                                   |
| ------------------------------------------------------------ | --------------------- | ----------------------------------- | ----------------------------------- | ----------------------------------- | ----------------------------------- | ----------------------------------- | ----------------------------------- | ----------------------------------- |
| ≥ FL100                                                      | Afstand tot de wolken | 1500 m horizontaal, 300 m verticaal | 1500 m horizontaal, 300 m verticaal | 1500 m horizontaal, 300 m verticaal | 1500 m horizontaal, 300 m verticaal | 1500 m horizontaal, 300 m verticaal | 1500 m horizontaal, 300 m verticaal | 1500 m horizontaal, 300 m verticaal |
| ≥ FL100                                                      | Zicht                 | 8 km                                | 8 km                                | 8 km                                | 8 km                                | 8 km                                | 8 km                                | 8 km                                |
| < FL100 en > 3000 ft AMSL of 1000 ft AGL (wat het hoogst is) | Afstand tot de wolken | 1500 m horizontaal, 300 m verticaal | 1500 m horizontaal, 300 m verticaal | 1500 m horizontaal, 300 m verticaal | 1500 m horizontaal, 300 m verticaal | 1500 m horizontaal, 300 m verticaal | 1500 m horizontaal, 300 m verticaal | 1500 m horizontaal, 300 m verticaal |
| < FL100 en > 3000 ft AMSL of 1000 ft AGL (wat het hoogst is) | Zicht                 | 5 km                                | 5 km                                | 5 km                                | 5 km                                | 5 km                                | 5 km                                | 5 km                                |
| ≤ 3000 ft AMSL of 1000 ft AGL (wat het hoogst is)            | Afstand tot de wolken | 1500 m horizontaal, 300 m verticaal | 1500 m horizontaal, 300 m verticaal | 1500 m horizontaal, 300 m verticaal | 1500 m horizontaal, 300 m verticaal | 1500 m horizontaal, 300 m verticaal | vrij van wolken, grond in zicht     | vrij van wolken, grond in zicht     |
| ≤ 3000 ft AMSL of 1000 ft AGL (wat het hoogst is)            | Zicht                 | 5 km                                | 5 km                                | 5 km                                | 5 km                                | 5 km                                | 5 km                                | 5 km                                |

In klasse F en G, op of beneden 3000 ft als het zicht minder is dan 5 km geldt tevens een maximale snelheid van 140 kt IAS, zodat tijdig uitgeweken kan worden voor overig verkeer of obstakels, of moet de vlucht plaatsvinden onder omstandigheden waaronder de kans op het tegenkomen van ander verkeer normaal gesproken klein zal zijn.
Hoewel het absolute minimum dus een vliegzicht van 1500 meter is, zullen veel piloten dit onvoldoende vinden. Bij een gemiddelde vliegsnelheid van 160 km/u (Cessna 150, een van de lichtste vliegtuigen) heeft de piloot ongeveer 15 seconden om een vliegtuig op dezelfde hoogte in tegenovergestelde richting te zien en een botsing te vermijden. De meeste vliegtuigen gaan echter veel sneller en dus is de beschikbare tijd nog minder. Over het algemeen wordt een vliegzicht tussen de 5 en 8 km als aanvaardbaar geacht, afhankelijk van de ervaring van de piloot.
Beginnende piloten zullen eerst leren vliegen onder VFR; wie dit eenmaal onder de knie heeft, kan overwegen ook de kwalificatie voor instrumentvliegen te behalen.

## Special VFR
Onder bepaalde condities kan de luchtverkeersleiding binnen een controle zone (CTR) afwijken van de VFR-minima, om bijvoorbeeld een landing mogelijk te maken. Een vlucht in de CTR (dikwijls klasse C) is dan toegestaan onder special VFR condities. Om speciale VFR te mogen vliegen geldt dat het zicht minimaal 1500 meter is, de snelheid maximaal 140 kt IAS en wolkenflarden op minimaal 600 voet liggen. Tevens moet men vrij zijn van wolken en er moet continu zicht op grond of water zijn.

Er mogen slechts twee vliegtuigen onder special VFR-condities in de CTR aanwezig zijn, de luchtverkeersleiding zal zorg dragen dat er een verticale separatie van 500 ft wordt gehandhaafd.

## Daglichtperiode
Naast de variabele weersomstandigheden bepaalt ook het tijdstip of vliegen op zicht toegestaan is. Hiervoor geldt de 'uniforme daglichtperiode' (UDP). Elk land stelt eigen regels op voor het bepalen van deze periode. In Nederland geldt de regel dat de UDP een kwartier voor zonsopkomst begint en een kwartier na zonsondergang eindigt. Deze tijden wisselen uiteraard in de loop van het jaar. Kennis ervan is van belang voor het vaststellen van een vliegplan.